# Apogonia rugosa
Apogonia rugosa är en skalbaggsart som beskrevs av Lansberge 1879. Apogonia rugosa ingår i släktet Apogonia och familjen Melolonthidae. Inga underarter finns listade i Catalogue of Life.